# 防災重点農業用ため池に係る防災工事等の推進に関する特別措置法
防災重点農業用ため池に係る防災工事等の推進に関する特別措置法（ぼうさいじゅうてんのうぎょうようためいけにかかわるぼうさいこうじとうのすいしんにかんするとくべつそちほう、令和2年6月19日法律第56号）は、決壊によってその周辺の区域に水害等の被害を及ぼすおそれがある農業用のため池について、防災工事等の集中的かつ計画的な推進を図ることに関する日本の法律である。
本法は時限法であり、2031年（令和13年）3月31日限りでその効力を失うことが当初から定められている（附則2項）。

## 概説

### 沿革
平成30年7月豪雨により多数の農業用ため池が決壊し、甚大な被害が生じたが、仮に決壊すると下流に被害が及ぶ可能性のある農業用ため池は全国に多数存在している。しかし、財政難の地方公共団体からは、自身での整備では財政力・マンパワーに限界があり、国の支援が必要との声があった。そこで、国が支援して農業用ため池の防災工事等の集中的かつ計画的な推進を図るため、議員立法で制定された。

### 内容
本法は、防災重点農業用ため池（農業用ため池であってその決壊による水害その他の災害によりその周辺の区域に被害を及ぼすおそれがあるもの）の決壊による水害その他の災害から国民の生命及び財産を保護する（第1条）ことを目的とし、次のような措置を定めている。
- 農林水産大臣による防災工事等基本指針の策定（第3条）

この規定を受けて、防災重点農業用ため池に係る防災工事等基本指針（令和2年農林水産省告示第1845号）が定められた。
- 都道府県知事による防災重点農業用ため池の指定（第4条）
- 都道府県知事による防災工事等推進計画の策定（第5条）
- 防災工事等を実施する者に対する都道府県の援助（第6条第1項）
- 都道府県の援助に際しての土地改良事業団体連合会との協力（第6条第2項）
- 防災工事等推進計画に基づく工事等に対する国の財政上の措置（第7条）
- 地方債の発行についての特別の配慮（第8条）